# La Ferrière (Indre-et-Loire)
La Ferrière település Franciaországban, Indre-et-Loire megyében. Lakosainak száma 312 fő (2022. január 1.). La Ferrière Les Hermites, Marray, Monthodon és Saint-Laurent-en-Gâtines községekkel határos.

## Népesség
A település népességének változása:
| Lakosok száma | 222  | 206  | 198  | 274  | 301  | 305  | 310  | 320  | 323  | 312  |
|               | 1968 | 1982 | 1990 | 2006 | 2013 | 2015 | 2017 | 2019 | 2020 | 2022 |